# Churchill Falls Airport
Churchill Falls Airport är en flygplats i Kanada. Den ligger i den östra delen av landet, 1 200 km nordost om huvudstaden Ottawa. Churchill Falls Airport ligger 439 meter över havet.
Terrängen runt Churchill Falls Airport är platt åt nordost, men åt sydväst är den kuperad. Terrängen runt Churchill Falls Airport sluttar söderut. Trakten runt Churchill Falls Airport är nära nog obefolkad, med mindre än två invånare per kvadratkilometer.. Närmaste större samhälle är Churchill Falls, 7,3 km sydost om Churchill Falls Airport.